# Antonello Piroso
Antonello Piroso (Como, 7 dicembre 1960) è un giornalista, autore televisivo e conduttore televisivo italiano.

## Biografia

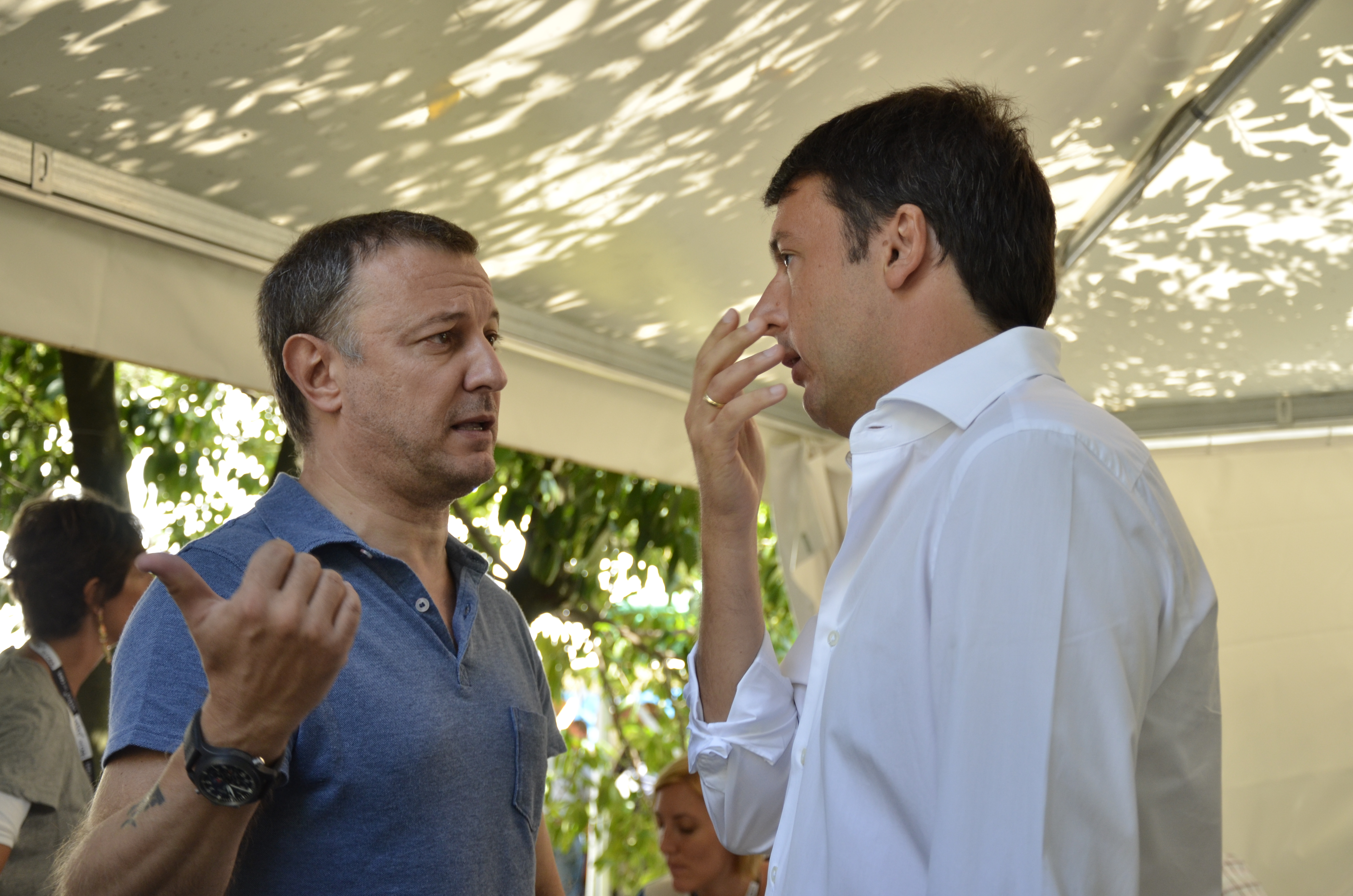
Antonello Piroso con Matteo Renzi nel 2011

Nasce a Como da padre calabrese e madre ligure. Dopo aver svolto esperienze come animatore in villaggi turistici all'inizio degli anni '80 del secolo scorso, inizia le prime collaborazioni come libero professionista nel 1985 per Prima Comunicazione, la Repubblica, Capital e Panorama.
Diventa giornalista professionista nel 1987, dopo aver effettuato il praticantato presso l'Istituto Formazione al Giornalismo (IFG) di Milano.
Nel 1990 è assunto a Panorama, ma l'esperienza termina con un licenziamento nel 1998 per aver rifiutato un trasferimento giudicato "punitivo"; l'esonero è impugnato dal giornalista e la vertenza termina con la proposta di riassunzione in azienda che Piroso però rifiuta, a favore di un accordo economico transattivo.
Riprende quindi l'attività come freelance e inizia a collaborare come autore televisivo di programmi Rai (La casa dei sogni, I cervelloni, Domenica in e Quiz Show). Debutta come co-conduttore con Eva Robin's nel 1991 nel programma Primadonna. In seguito è inviato per i programmi televisivi Il Guinness dei Primati, Verissimo, Target e realizza video poi trasmessi da Striscia la notizia. Cura inoltre alcuni programmi radiofonici sull'emittente RTL 102.5. Nel 1992 recita nel film Gole ruggenti di Pier Francesco Pingitore, nel ruolo di Pezza.
Nel 2001 scrive e conduce lo speciale di La7 Flavio Briatore, dicono di Lei e, dopo gli attentati dell'11 settembre 2001, il video I novembristi - L'America in Piazza del Popolo, allegato al quotidiano Il Foglio.
Nel 2002 è a LA7, conducendo una rubrica quotidiana sull'informazione di 15 minuti, Niente di personale, all'interno del contenitore mattutino Omnibus, da lui poi trasformato in talk show di approfondimento politico del quale resta autore e conduttore fino al 2010. Omnibus è tuttora in onda, risultando così il programma più longevo della storia de La7. Nella stagione 2006/2007, la rubrica Niente di personale diventa a sua volta un programma di prima serata, in onda fino all'autunno 2010.
Nel settembre 2005 diventa vicedirettore del TG LA7, e poi direttore nel giugno 2006, succedendo a Giulio Giustiniani. Dal settembre 2007 è direttore anche dell'informazione sportiva dell'emittente, avendo nel frattempo preso anche il posto di Darwin Pastorin. Per LA7 idea i programmi settimanali Cognome & nome e Reality, oltre al quotidiano Cantiere Democratico nell'autunno 2007, dedicato alle primarie del Partito Democratico. Nel gennaio 2007 realizza una puntata di Niente di Personale per le vittime dello stragismo e del terrorismo negli "anni di piombo", nel marzo 2008 la dedica al ricordo delle vittime delle mafie e nella stagione 2009 ai morti sul lavoro.
Per le elezioni politiche del 2008 ha condotto una maratona televisiva di 18 ore, dalle 15 del 14 aprile alle 9 del 15 aprile, per tornare poi in video la sera alle ore 21, per altre 3 ore di diretta sull'esito della consultazione.
Il 1º settembre 2008 LA7 trasmette lo speciale Dove eravamo rimasti? in memoria di Enzo Tortora, monologo di 90 minuti in cui ripercorre la vicenda giudiziarie del presentatore. Il 4 settembre 2009 racconta con lo stesso format la vicenda di Walter Tobagi e, nel settembre 2010, quella di Giorgio Ambrosoli.
Dal 3 maggio 2010 al 18 giugno 2012 presenta la trasmissione quotidiana (ah)iPiroso su LA7, avendo come ospiti fissi l'ex tennista Adriano Panatta e lo scrittore Fulvio Abbate, per un totale di 425 puntate in due anni.
Il 2 luglio 2010 è sostituito alla direzione del TG LA7 da Enrico Mentana, a seguito di quella che Piroso ha definito una scelta che non fu di mercato.
Il 14 settembre 2011 realizza un monologo sulla strage di Srebrenica, trasmesso su LA7. Dal 4 dicembre successivo al 22 gennaio 2012 conduce il programma Ma anche no, in onda sulla stessa emittente la domenica pomeriggio.
Dopo 10 anni e il conseguimento di vari riconoscimenti (tra gli altri,  il Premio Regia Televisiva 2003, il Flaiano 2006 e il Premiolino 2007), lascia La7 e nel dicembre 2012 assume l'incarico di direttore editoriale della testata «Blogo.it», mantenuto fino al gennaio 2014. In questa veste conduce dal lunedì al venerdì "Blogo in diretta", programma di un'ora e mezza per un totale di oltre 200 puntate in 10 mesi, che ottiene circa 22 milioni di visualizzazioni in diretta.
Nel 2013 intraprende un mini tour per raccontare con un altro monologo la vita di Enrico Mattei, nel 60° della fondazione dell'Eni. Il 12 maggio 2014, al teatro Quirino di Roma, ricorda con un monologo la figura di Antonio Maccanico, alla presenza del Presidente della Repubblica Giorgio Napolitano. Il 21 febbraio 2015 conduce nel Salone dei Cinquecento a Firenze la prima tappa del tour Razzisti? Una brutta razza, di cui è direttore artistico, voluto dalla Federcalcio. Il 20 giugno 2015 a Cesena, nell'ambito della manifestazione KickOff promossa dalla stessa Federcalcio, porta sul palco il monologo "Ironicamente illese le ruote - La tragedia di Superga, l'epopea del Grande Torino".
Nel marzo 2016 partecipa come co-conduttore al programma The Voice of Radio2, che commenta in diretta l'omonimo show di Rai2 e conduce saltuariamente la rassegna stampa notturna di TGcom24. Al teatro Piccolo Eliseo di Roma racconta la vita del grande drammaturgo inglese con il monologo "Molto rumore per Shakespeare". Il 23 e 24 aprile 2016 su RaiRadio2 ne racconta la biografia con il programma in due puntate "Shakespeare in giallo".
Nel settembre 2016 ha debuttato come conduttore radiofonico per Rai Radio 2, conducendo il programma Radio2ComeVoi dal lunedì al venerdì, dalle 10 alle 12, prima con Camila Raznovich, poi dal giugno 2017 con Nicoletta Simeone.
Nel novembre 2016 ha iniziato la sua collaborazione al quotidiano La Verità diretto da Maurizio Belpietro.
Nell'ottobre 2017 è passato a Virgin Radio (gruppo Mediaset): partecipa al programma del mattino Buongiorno Dr. Feelgood e Mr. Cotto (con Maurizio Faulisi e Massimo Cotto) dopo essere stato chiamato a sostituire Beppe Severgnini alla conduzione della rubrica Rock & Talk, dove, nei panni de "Il Cavaliere Nero", combatte il conformismo del "politicamente corretto". Secondo le ultime rilevazioni riferite al 2023, nel "quarto d'ora medio" (il parametro che registra il grado di fidelizzazione del pubblico) Piroso raggiunge i 700.000 ascoltatori.
Nel gennaio 2020 porta a teatro a Roma I nostri primi splendidi 60 anni, un racconto sui fatti e personaggi, italiani e non, che hanno accompagnato i 60 anni di vita non solo dell'autore.
A febbraio 2020 inaugura il web talk settimanale #LVDP (La versione di Piroso) dagli studi di Milano de Le Fonti Tv, sospeso dopo due settimane a causa dell'inizio della pandemia di Covid-19.
Nel marzo 2021 lo riprende in una versione quotidiana di mezz'ora con un ospite, con il titolo #Pps (Pirosopolemicamentescorretto), fino alla fine di giugno.
Nel 2023 diventa ospite fisso, insieme ad Adriano Panatta, di Domenica Dribbling, trasmissione di Rai Sport in onda su Rai 2, condotta da Paola Ferrari.
Nel 2024, su proposta del direttore Paolo Petrecca, è con Adriano Panatta ospite fisso dello spazio Specchio dei Tempi supplementari condotto da Roberto Vicaretti su Rai News 24, il lunedì e il venerdì alle 11.30.

## Televisione
- Primadonna (Italia 1, 1991)
- Il Guinness dei Primati (Canale 5, 1992)
- Target (Canale 5, 1993)
- Niente di personale (LA7, 2002-2011)
- Tema del giorno (LA7, 2004-2005)
- Cognome&Nome (LA7, 2006)
- TG LA7 (LA7, 2006-2010)
- Reality (LA7, 2006)
- Cantiere Democratico (LA7, 2007)
- Niente di personale - Speciale (LA7, 2007-2009)
- Monologo su Enzo Tortora: Dove eravamo rimasti? (LA7, 2008-2010)
- Monologo su Walter Tobagi (LA7, 2009)
- Monologo su Giorgio Ambrosoli (LA7, 2010)
- (ah)iPiroso (LA7, 2010-2012)
- Let's Dance (Canale 5, 2010)
- Monologo su 9 8732 (LA7, 2011)
- Ma anche no (LA7, 2011-2012)
- Rassegna stampa notturna (TGcom24, 2016)
- Domenica Dribbling  (Rai 2, 2023)
- Specchio dei Tempi supplementari (Rai News 24, dal 2024)

## Web Tv
- Blogo in diretta[5] (Blogo.it, da dicembre 2012 a gennaio 2014)

## Premi e riconoscimenti
- 2003 - Premio Regia Televisiva, per Omnibus come uno dei 10 migliori programmi dell'anno[6]
- 2006 - Premio Penisola Sorrentina Arturo Esposito per il giornalismo[7]